# Duklja
Duklja (řecky Διοκλεία, Diokleia; latinsky Dioclea; srbsky Дукља) byl středověký jihoslovanský stát, který zahrnoval zhruba území dnešní jihovýchodní Černé Hory, od Boky Kotorské na západě k řece Buna na východě a k pramenům řek Zeta a Morača na severu. 

## Historie
Poprvé je Duklja zmiňována v byzantských kronikách 10. a 11. století. Byla vazalem byzantské říše, dokud se neosamostatnila v roce 1040 za vlády Štěpána Vojislava (1034–1043), který povstal proti nadvládě, dokázal převzít území bývalého srbského knížectví a založit dynastii Vojislavljevićů. Mezi lety 1043 a 1080 za vlády Michala Vojislava (vládl 1050–1081) a jeho syna Konstantina Bodina (vládl 1081–1101) dosáhla Duklja svého vrcholu.

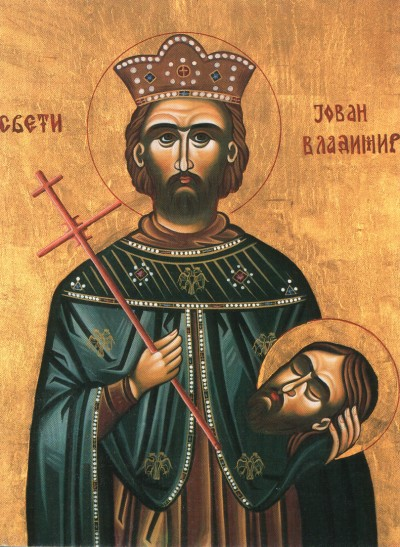
Jan Vladimír

Po odchodu z byzantského tábora dostal Michal od papeže nominální titul Krále Slovanů poté, co podporoval povstání na Balkáně, ve kterém sehrál ústřední roli syn Bodin. Po začlenění srbského vnitrozemí (jádra dřívějšího srbského knížectví, známého jako Raška) a jmenování vazalských vládců, se z tohoto knížectví stalo nejmocnější srbské politické uskupení. Nicméně jeho vzestup trval krátkou dobu; Bodin byl poražen Byzancí a uvězněn; jeho příbuzný a vazal Vukan se v Rašce stal nezávislým a pokračoval v boji proti Byzanci, zatímco Duklju zasáhla občanská válka. 
V letech 1113 až 1149 byla Duklja střediskem srbsko-byzantského konfliktu. Poté byla včleněna jako majetek koruny do Srbské velké župy, ovládaná dynastií Vukanovićů a později známá jako Zeta. Takto zůstala až do pádu srbské říše ve 14. století.